# Estoril Open 2024
L'Estoril Open 2024, ufficialmente Millennium Estoril Open 2024, è stato un torneo di tennis giocato sulla terra rossa. È stata la 34ª edizione del torneo facente parte dell'ATP Tour 250 nell'ambito dell'ATP Tour 2024. Si è giocato al Clube de Ténis do Estoril di Cascais, in Portogallo, dall'1 al 7 aprile 2024.

## Partecipanti al singolare

### Teste di serie
| Nazionalità | Giocatore                   | Ranking* | Testa di serie |
| ----------- | --------------------------- | -------- | -------------- |
| Norvegia    | Casper Ruud                 | 8        | 1              |
| Polonia     | Hubert Hurkacz              | 9        | 2              |
| Italia      | Lorenzo Musetti             | 24       | 3              |
| Spagna      | Alejandro Davidovich Fokina | 28       | 4              |
| Francia     | Arthur Fils                 | 37       | 5              |
| Serbia      | Miomir Kecmanović           | 46       | 6              |
| Francia     | Gaël Monfils                | 47       | 7              |
| Germania    | Dominik Koepfer             | 50       | 8              |

* Ranking al 18 marzo 2024.

#### Altri partecipanti
I seguenti giocatori hanno ricevuto una wildcard per il tabellone principale:
- João Fonseca
- Henrique Rocha
- João Sousa

I seguenti giocatori sono entrati nel tabellone principale passando dalle qualificazioni:

- Jan Choinski
- Lucas Pouille
- Jaime Faria
- Pablo Llamas Ruiz

I seguenti giocatori sono entrati in tabellone come lucky loser:
- Richard Gasquet
- David Jordà Sanchis

#### Ritiri
Prima del torneo
- Arthur Cazaux → sostituito da  Maximilian Marterer
- Alejandro Davidovich Fokina → sostituito da  Richard Gasquet
- Constant Lestienne → sostituito da  David Jordà Sanchis

## Partecipanti al doppio

### Teste di serie
| Nazione | Giocatore       | Nazione    | Giocatore            | Ranking* | Testa di serie |
| ------- | --------------- | ---------- | -------------------- | -------- | -------------- |
| Belgio  | Sander Gillé    | Belgio     | Joran Vliegen        | 56       | 1              |
| Francia | Sadio Doumbia   | Francia    | Fabien Reboul        | 63       | 2              |
| Uruguay | Ariel Behar     | Rep. Ceca  | Adam Pavlásek        | 80       | 3              |
| Ecuador | Gonzalo Escobar | Kazakistan | Oleksandr Nedovjesov | 104      | 4              |

* Ranking al 18 marzo 2024.

### Altri partecipanti
Le seguenti coppie di giocatori hanno ricevuto una wildcard per il tabellone principale:
- Jaime Faria /  Henrique Rocha
- João Fonseca /  João Sousa

### Ritiri
Prima del torneo
- Marcelo Demoliner /  Marcelo Melo → sostituiti da  Marcelo Demoliner /  Sem Verbeek
- Nicolas Mahut /  Édouard Roger-Vasselin → sostituiti da  Pedro Cachín /  Pedro Martínez
- Lorenzo Musetti /  Andrea Pellegrino → sostituiti da  Dan Added /  Grégoire Jacq

## Punti
| Evento    | V   | F   | SF  | QF | 2T   | 1T | Q    | Q2   | Q1   |
| Singolare | 250 | 165 | 100 | 50 | 25   | 0  | 13   | 7    | 0    |
| Doppio    | 250 | 150 | 90  | 45 | N.D. | 0  | N.D. | N.D. | N.D. |

## Montepremi
| Evento    | V        | F        | SF       | QF       | 2T       | 1T      | Q2      | Q1      |
| Singolare | 88 125 € | 51 400 € | 30 220 € | 17 510 € | 10 165 € | 6 215 € | 3 105 € | 1 695 € |
| Doppio*   | 30 610 € | 16 380 € | 9 600 €  | 5 370 €  | N.D.     | 3 160 € | N.D.    | N.D.    |

*per team

## Campioni

### Singolare
Hubert Hurkacz ha sconfitto in finale  Pedro Martínez con il punteggio di 6-3, 6-4.
• È l'ottavo titolo in carriera per Hurkacz, il primo in stagione.

### Doppio
Gonzalo Escobar /  Oleksandr Nedovjesov hanno sconfitto in finale  Sadio Doumbia /  Fabien Reboul con il punteggio di 7-5, 6-2.